# Lavrencija (kraton)
Lavrencija ali Severnoameriški kraton je velik celinski kraton, ki tvori starodavno geološko jedro Severne Amerike. Velikokrat v svoji preteklosti je bila Lavrencija ločena celina, kot je zdaj v obliki Severne Amerike, čeprav je prvotno vključevala tudi kratonska območja Grenlandije in tudi severozahodni del Škotske, znan kot Hebridski teran. V drugih časih v svoji preteklosti je bila Lavrencija del večjih celin in superkontinentov, sama pa je sestavljena iz številnih manjših teranov, zbranih v mreži zgodnjeproterozojskih orogenih pasov. Majhni mikrokontinenti in oceanski otoki so trčili in se zašili z vedno rastočo Lavrencijo ter skupaj oblikovali stabilen predkambrijski kraton, ki ga vidimo danes.
Kraton je dobil ime po Lavrencijskem ščitu skozi Lavrencijeve gore, ki so dobile ime po reki svetega Lovrenca, poimenovani po Lovrencu Rimskem.

## Notranja platforma
V vzhodni in osrednji Kanadi je velik del stabilnega kratona izpostavljen na površju kot Kanadski ščit, območje predkambrijskih kamnin, ki pokriva več kot milijon kvadratnih milj. To vključuje nekatere najstarejše kamnine na Zemlji, kot je arhejska kamnina Acasta Gneiss iz Kanade, ki je stara 4,04 milijarde let (Ga), in Istaq Gneiss Complex na Grenlandiji, ki je star 3,8 milijarde let. Ko upoštevamo podpovršinske razširitve, je širši izraz Lavrentov ščit pogostejši, nenazadnje zato, ker se veliki deli strukture raztezajo zunaj Kanade. V Združenih državah je podlaga kratona prekrita s sedimentnimi kamninami na široki notranji ploščadi v regijah Srednjega zahoda in Velike nižine in je izpostavljena le v severni Minnesoti, Wisconsinu, Newyorškem Adirondacksu in Zgornjem polotoku Michigan. Debelina zaporedja sedimentnih kamnin se spreminja od približno 1000 m do več kot 6100 m. Kratonske kamnine so metamorfne ali magmatske s prekrivnimi sedimentnimi plastmi, sestavljenimi večinoma iz apnencev, peščenjakov in skrilavcev. Te sedimentne kamnine so bile večinoma odložene pred 650 do 290 milijoni let.
Najstarejša kamnina, dodeljena provincam Archean Slave, Rae, Hearne, Wyoming, Superior in Nain, je v severnih dveh tretjinah Lavrencije. V zgodnjem proterozoiku so jih pokrivali sedimenti, ki so bili večinoma erodirani.
Grenlandija je del Lavrencije. Otok je zdaj ločen od celine Severne Amerike s prelivom Nares, vendar je to pleistocenska erozijska značilnost. Preliv je prekrit s celinsko skorjo in ne kaže znakov termičnega dogodka ali tektonizma morske poti. Grenlandija je sestavljena večinoma iz skorje od arhejske do proterozojske starosti, z nižjimi paleocenskimi formacijami na njenem severnem robu in devonskimi do paleogenskimi formacijami na njenem zahodnem in vzhodnem robu. Vzhodni in severni rob sta bila med kaledonsko orogenezo močno deformirana.
Pas Isua Greenstone v zahodni Grenlandiji ohranja oceansko skorjo, ki vsebuje prepletene nasipne komplekse. Ti so geologom dokaz, da so srednjeoceanski grebeni obstajali 3,8 Gya. Zlati pas Abitibi v provinci Superior je največji pas zelenega kamna v Kanadskem ščitu.

### Navedena dela
- Goodge, J. W.; Vervoort, J. D.; Fanning, C. M.; Brecke, D. M.; Farmer, G. L.; Williams, I. S.; Myrow, P. M.; DePaolo, D. J. (2008). »A positive test of East Antarctica–Laurentia juxtaposition within the Rodinia supercontinent« (PDF). Science. 321 (5886): 235–240. Bibcode:2008Sci...321..235G. doi:10.1126/science.1159189. ISSN 0036-8075. PMID 18621666. S2CID 11799613. Pridobljeno 4. februarja 2016.
- Loewy, S. L.; Dalziel, I. W. D.; Pisarevsky, S.; Connelly, J. N.; Tait, J.; Hanson, R. E.; Bullen, D. (2011). »Coats Land crustal block, East Antarctica: A tectonic tracer for Laurentia?«. Geology. 39 (9): 859–862. Bibcode:2011Geo....39..859L. doi:10.1130/G32029.1. Pridobljeno 24. januarja 2016.